# Блинкена, Айна
А́йна Бли́нкена (латыш. Aina Blinkena; 5 сентября 1929 года, Лимбажи — 22 ноября 2017) — советский и латвийский языковед. Академик Академии наук Латвии. Хабилитированный доктор филологических наук. Офицер ордена Трёх звёзд.

## Биография
Родилась 5 сентября 1929 года в Лимбажах. В 1953 году окончила отделение латышского языка и литературы Филологического факультета Латвийского университета. После окончания Латвийского университета начала работу в Академии наук Латвии в Институте литературы и языка. В 1965 году становится лауреатом Государственной премии Латвийской ССР. В 1970 году защищает докторскую диссертацию на соискание доктора филологии в АН Латвии. С 1976 по 1998 год руководитель комиссии по терминологии при Академии наук Латвии. С 1981 по 1991 год заместитель директора по научной работе Института литературы и языка АН Латвии. С 1982 года член союза Латвийских журналистов. В 1992 году избрана действительным членом АН Латвии. С 1992 до 1997 год была ведущим исследователем института латышского языка Латвийского университета и председатель Научного совета. В 1997 году получает статус эмеритированного учёного. В 2001 году награждена орденом Трёх звёзд 4 степени.
Была участницей Атмоды, в 1989 году была включена в список изолируемых представителей интеллигенции. Член студенческой корпорации «Spīdola». Дважды лауреат премии Академии наук Латвийской ССР (1970, 1986).
Автор более 450 научных и научно популярных публикаций, в большинстве своем о латышской грамматике, истории латышской литературы, терминологии и социолингвистики.

## Избранные публикации
- Grammar of the Modern Latvian, I—II. R., 1959—1962 (in Latvian, author`s part — 273 pp.).
- Punctuation in Latvian. R., 1969, 410 pp. (латыш.)
- Language Contacts. R., 1989, 35 pp. (латыш.)
- History of the Latvian Spelling (co-author A. Bergmane). R., 1986, 434 pp. (латыш.)
- Language Situation and Language Culture. — Proc. Latvian Acad. Sci, 1974, N 2, pp. 102−109. (латыш.)
- The Role of the Neo- Latvians in Forming of the Latvian Language. — Acta Univ. Stockholmiensis, 1985, 2, pp. 337−343.
- Einige Tendenzen der Derivation von Adjektiven in den Baltischen Sprachen. — Colloquium Prutenicum Primum. Warszawa, 1992, pp. 121—127.
- Language Coexistence and Language Conflicts. -In: Fragmentary Visions on Social Change. Poland, Latvia and Finland. Working Papers of University of Tampere, B:54, pp. 60-63. (латыш.)
- The Main Disputable Problems of the Latvian Orthography. — Proc. Latvian Acad. Sci., 1992, N 12, pp. 1-8. (латыш.)
- Die Kultur der Lettischen Sprache. — In: Sprachsituation und Sprachkultur in internationalem Vergleich. Sprache — System und Tätigkeit. — Frankfurt am Main — Berlin — Bern — New-York- Wien, 1995, pp. 159—170.
- The Latvian Language: Some Problems of its Development and Existence. — In: ALFA (Actes de langue Francaise et de linguistigue), Universitas Dalhausiana, Halifax, Canada, 1994/95, vol. 7/8, pp. 463—469.
- Die Baltische Sprachen. (co- author K. Morkunas). — In: Atlas Linguarum Europae. A New Approach to Geolinguistics. Roma, 1996, pp. 40-50.
- Language Situation in Latvia 1988—1994. — In: Latvia. National Report. World Summit for Social Development. Copenhagen, 1995, pp. 24-25.
- The Terminology and Phraseology of Heraldry. — In: International Conference on Terminology Planning. Wienna: Term Net, International Network for Terminology, 1994, pp. 151—162.
- Duty to Our Native Language. — Latvijas Vestnesis, 1997, April 10. (латыш.)
- Adjectives in G.Mancel’s vocabulary «Lettus». — Baltistica (Vilnius), 1999, vol. 23, N 2, pp. 243—250. (латыш.)
- Linguistics at the Riga Latvian’s Society. — Linguistica Lettica (Riga), 2000, N 6, pp. 5-20. (латыш.)
- New Latvian orthography in 90-ties. — Linguistica Lettica, 2000, N 7, pp. 258—288. (латыш.)
- Latvian languague in XXI century. — Proc. RPIVA (Riga), 2001, vol. 3, pp. 258—262. (латыш.)
- Academician Aina Blinkena. Biobibliography, 1999, Riga, 79 pp.